# Sigrid Quack
Sigrid Quack (geb. 17. Juli 1958) ist eine deutsche Sozialwissenschaftlerin, die im Bereich der vergleichenden Soziologie tätig ist. Sie ist Professorin für Soziologie an der Universität Duisburg-Essen, wo sie Direktorin des Centre for Global Cooperation Research ist. Quack hat unter anderem am Watson Institute for International Studies, Brown University, der Ecole Normal Supérieur de Cachan, der Universität Uppsala sowie an der Universität Cambridge geforscht und gelehrt.

## Leben
Quack studierte Soziologie an der Universität Paris VIII sowie der Freien Universität Berlin. Sie promovierte 1992 an der Freien Universität Berlin und arbeitete anschließend am Wissenschaftszentrum Berlin für Sozialforschung. Im Jahr 2007 habilitierte sie zum Themengebiet der grenzüberschreitenden Entwicklung von Institutionen. Nachfolgend war sie von 2007 bis 2013 außerplanmäßige Professorin an der Universität zu Köln mit Sitz am Max-Planck-Institut für Gesellschaftsforschung. Quack erhielt im Jahr 2013 den Ruf an die Universität Duisburg-Essen und ist seitdem Professorin für Soziologie, insbesondere Vergleichende und transnationale Soziologie. Zugleich ist sie weiterhin assoziierte wissenschaftliche Mitarbeiterin und assoziierte Leiterin der Forschungsgruppe Grenzüberschreitende Institutionenbildung am Max-Planck Institut für Gesellschaftsforschung in Köln. Im Jahr 2017 wurde sie Geschäftsführende Direktorin des Käte Hamburger Kolleg/Centre for Global Cooperation Research, welches eine interdisziplinäre Einrichtung der Spitzenforschung für globale Kooperationsforschung an der Universität Duisburg-Essen ist. Das Kolleg wird durch das Bundesministerium für Bildung und Forschung gefördert.